# Molekularna geometrija
Molekularna geometrija opisuje tridimenzionalno razporeditev atomov v molekuli. Razporeditev vpliva na več lastnosti molekul, kot so reaktivnost, polarnost, barvo, magnetizem ipd.
O molekularni geometriji lahko govorimo le pri molekulah – torej, ko so atomi povezani s kovalentnimi vezmi. Še ena omejitev je ta, da je molekula sestavljena iz treh ali več atomov, vendar se z njo veliko znanstvenikov ne strinja, saj so teoretično tudi molekule z le dvema atomoma linearne. Molekule imajo različno prostorsko razporeditev atomov. Oblika molekule je odvisna od vrste, števila in načina povezovanja atomov. Lahko jo predpostavimo glede na število veznih in neveznih elektronskih parov ali eksperimentalno ugotovimo. Do sedaj znane razporeditve so naslednje:
| št. neveznih e− parov → št. veznih e− parov ↓ | 0                                  | 1                     | 2                  | 3          |
| --------------------------------------------- | ---------------------------------- | --------------------- | ------------------ | ---------- |
| 1                                             | (linearna)                         | (linearna)            | (linearna)         | (linearna) |
| 2                                             | linearna                           | kotna                 | kotna              | linearna   |
| 3                                             | trikotno planarna                  | piramidalna           | v obliki črke T    | /          |
| 4                                             | tetraedična                        | seesaw oblika         | kvadratno planarna | /          |
| 5                                             | trikotno bipiramidalna             | kvadratno piramidalna | petkotno planarna  | /          |
| 6                                             | oktaedrična                        | petkotno piramidalna  | /                  | /          |
| 7                                             | petkotno bipiramidalna             | /                     | /                  | /          |
| 8                                             | kvadratno antiprizmalna            | /                     | /                  | /          |
| 9                                             | trojnopovečana tristrano prizmalna | /                     | /                  | /          |

| Sterično število | Št. veznih e− parov | Št. neveznih e− parov | Oblika molekule                   | Slika | Splošna formula | Kot             | Primeri                                                                               |
| ---------------- | ------------------- | --------------------- | --------------------------------- | ----- | --------------- | --------------- | ------------------------------------------------------------------------------------- |
| 1                | 1                   | 0                     | linearna                          |       | AX              | /               | vodikove spojine (HCl, HF, HBr, HI), molekula vodika (H2)                             |
| 2                | 2                   | 0                     | linearna                          |       | AX2             | 180°            | berilijevi halogenidi (BeCl2, BeF2) ali spojine z elementi iz Ⅳ. skupine (CO2, HCN …) |
| 2                | 1                   | 1                     | linearna                          |       | AX              | /               | molekula dušika (N2), CN−                                                             |
| 3                | 3                   | 0                     | trikotno planarna                 |       | AX3             | 120°            | borovi halogenidi (BF3, BCl3 …), spojine z elementi iz Ⅳ. skupine (CH2O …)            |
| 3                | 2                   | 1                     | kotna                             |       | AX2             | < 120°          | SO2, O3                                                                               |
| 3                | 1                   | 2                     | linearna                          |       | AX              | /               | molekula kisika (O2)                                                                  |
| 4                | 4                   | 0                     | tetraedrična                      |       | AX4             | 109,5°          | spojine z elementi iz Ⅳ. skupine (CH4, CHCl3, SiH4 …)                                 |
| 4                | 3                   | 1                     | piramidalna                       |       | AX3             | < 109,5°        | spojine z pniktogeni (NH3, NI3, PH3)                                                  |
| 4                | 2                   | 2                     | kotna                             |       | AX2             | ≪120°           | H2O, H2S                                                                              |
| 4                | 1                   | 3                     | linearna                          |       | AX              | /               | molekule halogenov (Cl2, F2, I2, Br2, HCl, HF, HBr, HI)                               |
| 5                | 5                   | 0                     | trikotno bipiramidalna            |       | AX5             | 90°, 120°       | molekule pniktogenov, še posebej so znani fosforjevi halogenidi (PCl5, PI5 …)         |
| 5                | 4                   | 1                     | disfenoedrična oblika             |       | AX4             | 180°, 120°, 90° | žveplove spojine s halogenidi (SF4, SCl4 …)                                           |
| 5                | 3                   | 2                     | v obliki črke T                   |       | AX3             | 90°, 180°       | spojine med halogeni (ClF3, ICl3 …)                                                   |
| 5                | 2                   | 3                     | linearna                          |       | AX2             | 180°            | XeF2                                                                                  |
| 6                | 6                   | 0                     | oktaedrična                       |       | AX6             | 90°, 180°       | žveplovi halogenidi (SF6, SCl6 …)                                                     |
| 6                | 5                   | 1                     | kvadratno piramidalna             |       | AX5             | 90°             | spojine med halogeni (BrF5, F5I)                                                      |
| 6                | 4                   | 2                     | kvadratno planarna                |       | AX4             | 90°             | XeF4, mnoge koordinacijske spojine                                                    |
| 7                | 7                   | 0                     | petkotno bipiramidalna            |       | AX7             | 90°, 72°, 180°  | IF7                                                                                   |
| 7                | 6                   | 1                     | petkotno piramidalna              |       | AX6             | 72°, 90°, 144°  | XeOF5−                                                                                |
| 7                | 5                   | 2                     | petkotno planarna                 |       | AX5             | 72°, 144°       | XeF5−                                                                                 |
| 8                | 8                   | 0                     | kvadratno antiprizmalna           |       | AX8             |                 | XeF82−                                                                                |
| 9                | 9                   | 0                     | trojnopovečana trikotno prizmalna |       | AX9             |                 | ReH92−                                                                                |

Elektronski pari se med seboj odbijajo. V molekuli se razporedijo tako, da so med seboj čim bolj oddaljeni. Odboj med neveznima elektronskima paroma je večji od odboja med veznim in neveznim elektronskim parom in ta večji od odboja med veznima elektronskima paroma.
S kemijsko formulo predstavimo spojino. Sestavljena iz simbolov za elemente v tej spojini in nam pove iz katerih elementov je spojina sestavljena ter v kakšnem razmerju so ti elementi v določeni spojini zastopani in koliko jih je.